# جوردون ألكسندر
جوردون ألكسندر (1885 – 24 أبريل 1917) هو مبارز بالسيف من المملكة المتحدة راحل، مثّل بلاده في الألعاب الأولمبية الصيفية 1912.

## روابط رياضية
جوردون ألكسندر على موقع أوليمبيديا (الإنجليزية)